# Biospéologie
La biospéologie, quelquefois nommée biospéléologie, est l'étude des organismes cavernicoles, c'est-à-dire vivant à l'intérieur des cavités terrestres, naturelles (grottes, gouffres, etc.), anthropiques ou artificielles (carrières ou mines souterraines, etc.).

## Histoire de la biospéologie

### Les précurseurs et les autres

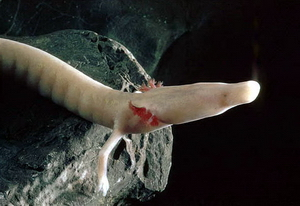
Le protée anguillard, un troglobie des mieux connus.

La spéléologie biologique est l'étude du monde vivant à l'intérieur des cavités terrestres (ou hypogées). Cette discipline scientifique, branche de la zoologie liée à la spéléologie, porta tout d'abord le nom de biospéléologie (Armand Viré 1895, 1904), puis fut renommée biospéologie (Emil Racoviță 1907) : c'est ce vocable qui sera finalement retenu.
« Le mot : Spéléologie, créé par E. Rivière, est généralement employé pour désigner la science des cavernes. Martel (1894) l'adopte et il ajoute : « On a proposé aussi le mot plus simple de Spéologie (L. de Nussac, Essai de Spéologie, Brive, 8o, 1892) ; plus harmonieux, il est moins exact, car les Grecs désignaient par σπέος / spéos les excavations artificielles des tombes ou temples égyptiens ». Il me semble cependant plus avantageux d'employer un mot facile et harmonieux qu'un mot cacophonique, même si le premier est étymologiquement moins correct. Somme toute, la nomenclature a un but pratique, et bien rares sont les noms qui définissent exactement l'objet d'une science ; ce n'est d'ailleurs pas le cas pour : spéléologie, car si cette science s'occupe des cavernes elle s'occupe aussi des choses qui ne sont pas des cavernes. J'adopte donc Spéologie. »
— Racoviță, Biospéologica I, 1907, p. 381
La première attestation d'une observation par l'homme d'animaux cavernicoles date du Magdalénien moyen (environ 15 000 ans) : le Comte Bégouen a en effet découvert dans la grotte des « Trois-Frères » à Montesquieu-Avantès en Ariège, un os de bison gravé sur lequel on peut reconnaître un Troglophilus (espèce de sauterelle troglobie).
Historiquement, le premier être vivant cavernicole qui fit l'objet d'une description écrite fut le protée, un vertébré (batracien urodèle) proche parent des salamandres. Découvert dans une grotte de Slovénie, dans la région de la Carniole par le baron autrichien Johan Weichard von Valsavor, il sera cité dans une publication éditée en 1689 à Laibach (Ljubljana). Ensuite des cavernicoles terrestres seront découverts et étudiés dans la grotte de Postojna comme Leptodirus hochenwartii en 1831 par Franz von Hohenwart.
Les premiers cavernicoles découverts en France le furent en 1857 dans les Pyrénées ariégeoises par Ch. Lespes. Plus tard, grâce à Édouard-Alfred Martel et à ses nombreuses explorations, la vocation de biospéologue vint à son compagnon Armand Viré qui installa même le premier laboratoire souterrain voué à la biospéologie dans les catacombes sous le Jardin des Plantes à Paris entre 1896 et 1910.
Théodore Monod étudia les animaux cavernicoles et publia des articles à leur sujet (Thermosbanea mirabilis, 1927, dans « Faune des colonies françaises »).
D'autres grands noms ont marqué cette discipline (par ordre alphabétique) :
- Michel Cabidoche ;
- Pierre-Alfred Chappuis ;
- Bruno Condé ;
- Lucien Cuénot ;
- Claude Delamare-Debouteville ;
- Carl Henry Eigenmann ;
- Louis Fage ;
- René Ginet ;
- René Jeannel ;
- Curt Kosswig ;
- Paul-Marie de Peyerimhoff de Fontenelle ;
- Paul Remy ;
- Albert Vandel ;
- Armand Viré ;
- etc.

### Premier essai de classification des cavernicoles
La première tentative de classification des animaux hypogés (vivant sous terre) a été publiée en 1849 par J. C. Schiödte dans un ouvrage intitulé Specimen Faunæ Subterraneæ. Cette première tentative de classification était basée sur la zone occupée par les animaux dans les cavernes : ombre, obscurité totale ou partielle, concrétions. Une modification sensible sera apportée par J. R. Schiner en 1854 dans un article sur les grottes d'Adelsberg. Il introduira la dénomination de « troglobie » pour les animaux vivant exclusivement dans les grottes, il appellera « troglophiles » ceux qui n'y sont pas totalement liés et enfin « hôtes occasionnels » tous les autres.
Depuis on a conservé les termes donnés par Emil Racoviță en 1907 : troglobies, troglophiles et trogloxènes. Cette classification n'a rien de systématique ni de phylogénétique : elle regroupe dans chacune des trois catégories des ensembles très divers d'animaux. Ce tri, basé uniquement sur des considérations écologiques, est pourtant suffisamment pratique pour qu'il soit toujours utilisé.

## Il y a de la vie sous terre

### Le monde souterrain
On ne peut pas donner de description générale et universelle des caractères particuliers à la vie souterraine, car les grottes et leur « climat » sont bien différents suivant les latitudes ou l'altitude à laquelle elles s'ouvrent. Ces différences sont d'autant plus sensibles qu'on est proche de l'entrée ou de la surface. Pourtant, au fur et à mesure que l'on s'enfonce sous terre et dans les régions tempérées du globe, on retrouve des caractéristiques communes :
- Obscurité : seul point commun à toutes les grottes du globe, passé quelques dizaines de mètres de l'entrée (distance variable suivant la topographie de la cavité) l'absence de lumière y est totale, ça n'a rien à voir avec une nuit sans lune.
- Hygrométrie : le degré d'humidité des cavités est généralement très important dans la zone tempérée, et de toute façon plus élevé qu'à l'extérieur. Il existe des grottes plutôt « sèches », et le degré d'humidité varie suivant la saison, les zones, la profondeur, la circulation de l'air, la météorologie, la présence de cours d'eau hypogés, etc. Dans les cavités, le taux d'humidité de l'air est parfois supérieur à 40 % et peut frôler les 60 %, ce qui permet à certains animaux aquatiques de sortir de l'eau pour changer de place par la voie terrestre (Niphargus). On peut rencontrer également des animaux terrestres comme l'isopode Scotoniscus macromelos qui peut rester noyé pendant plusieurs jours sans décéder pour autant. En réalité, de très nombreux cavernicoles troglobies sont amphibies.
- Température : elle diffère notablement de celle enregistrée à l'extérieur ; il y a des grottes où il gèle et d'autres où il fait plus de 5 °C. Pour autant, les écarts de température sont toujours plus faibles qu'à l'extérieur et le climat y est plus clément. S'il fait 0 °C dans un aven alpin en altitude, il peut y avoir 10 à 20 degrés de moins au même moment à l'extérieur ; si au Nouveau-Mexique on relève plus de 20 °C dans une galerie de Lechuguilla, le mercure peut monter à 50 °C à l'ombre des cactus extérieurs. Dans les régions tempérées d'Europe, la température des cavités d'altitude moyenne se situe autour de 12 ou 13 °C, la variation de température y est faible, voire négligeable.

Par contre, les conditions de vie actuelles peuvent être bien différentes de ce qu'elles furent par le passé. Il ne faut pas oublier que si des cavités qui semblent aujourd'hui favorables au développement des animaux cavernicoles en sont totalement dépourvues, l'origine de ce phénomène remonte parfois bien loin. Les grottes ne sont pas peuplées au-delà d'une certaine latitude qui correspond sensiblement à l'extension des glaciers au cours des deux dernières glaciations de l'ère quaternaire (Glaciations de Mindel et Würm). Les glaces venant du Nord ont détruit leur peuplement sur l'ensemble du globe. Longtemps, on a cru qu’il n’existait pas de troglobies dans les grottes tropicales mais les recherches récentes montrent que de nombreuses espèces sont présentes.
De plus, même si aucune plante verte ne peut pousser loin de l'entrée des cavernes (par conséquent aucun herbivore n'y vit), la nourriture pour les cavernicoles ne manque pas. Tout d'abord la densité de population n'est pas énorme (mis à part dans les tas de guano où ça grouille vraiment), ensuite l'eau y entraine suffisamment de matière organique pour repaitre les troglobies.

### Les trois catégories de cavernicoles
Plusieurs méthodes de classification permettent de catégoriser les êtres vivants identifiés dans le monde souterrain :
- classer en fonction de caractéristiques anatomiques, pratiqué par les systématiciens, et qui permet d'associer telle ou telle espèce à un ordre et une famille donnée ;
- classer en fonction des lieux de vie préférés des cavernicoles (l'eau, le guano, l'argile, le concrétionnement). Les tentatives réalisées selon ce système donnent un résultat peu convaincant : les animaux adultes peuvent, par exemple, vivre dans une zone de la caverne totalement différente du stade larvaire de la même espèce. Pourtant, il reste intéressant d'étudier les différents écosystèmes souterrains : zone d'entrée — faiblement éclairée — des cavités, les tas de guanos grouillants de vie, les mélanges de pierre, d'argile et les parois stalagmitiques, l'eau souterraine libre et enfin le milieu intersticiel noyé de la nappe phréatique. Dans chacune de ces parties, on trouvera préférentiellement tels ou tels types d'animaux. Ainsi par exemple, la zone d'entrée, dont le biotope a été étudié en détail, a reçu le nom d'« association pariétale » par René Jeannel ;
- classer en fonction de la faculté à vivre exclusivement ou non dans le monde souterrain.

Cette dernière méthode s'est affinée au fil des ans pour être actuellement reconnue comme la plus pratique en biospéologie. Trois catégories de cavernicoles sont donc définies par l'étroitesse de leur lien au monde souterrain profond : trogloxènes, troglophiles et troglobies.

#### Les trogloxènes
Ce sont des animaux qui utilisent, quand cela est possible, le monde souterrain au cours d'une partie de leur existence pour des raisons particulières à chaque espèce. Les caractéristiques physiques des cavités leur sont temporairement favorables, par exemple pour hiberner (ours et chauve-souris), pour estiver (batraciens des pays chauds) ou tout simplement pour s'abriter (serpents, rongeurs). Ces animaux peuvent trouver ailleurs des conditions semblables (semi-obscurité, température stable…) et utiliser d'autres lieux en l'absence de cavités. De plus, ces animaux n'effectuent pas leur cycle complet de reproduction sous terre : même les espèces de chauves-souris qui utilisent les grottes comme nurserie s'accouplent à l'extérieur à une autre période de l'année.

#### Les troglophiles
Ces animaux, bien que très peu différents morphologiquement des formes épigées, sont particulièrement bien adaptés à la vie souterraine. Au cours de l'histoire de leur lignée sont apparus, à la suite de la variabilité génétique, des caractères qui les ont rendus plus aptes que d'autres à la vie dans les conditions spécifiques du monde souterrain. C'est ce qu'on appelle la « préadaptation ».
Certains animaux utilisent ces prédispositions pour exploiter le monde hypogé en leur faveur, ils peuvent alors voir leur comportement différer sensiblement de ceux des membres épigés de la même espèce : les escargots Oxychilus épigés hibernent, alors que l'Oxychilus cavernicole troglophile a une activité constante tout au long de l'année. De plus, si on analyse les sucs digestifs d'une espèce d'Oxychilus épigé, on s'aperçoit qu'ils contiennent dix fois plus d'enzymes capables de digérer les carapaces des insectes que ceux des autres escargots, et pourtant Oxychilus épigé est détritiphage (animaux morts, feuilles mortes) ; alors que sous terre, l'espèce troglophile d'Oxychilus est carnivore : il mange les déchets de carcasses d'insectes et chasse même des papillons. Cet exemple de préadaptation montre bien que sans cette spécificité physiologique préalable, jamais Oxychilus n'aurait pu donner une lignée d'animaux cavernicoles viables.
Pour autant, et même si leur cycle de vie se déroule entièrement dans les cavités, la morphologie des troglophiles n'a pas ou très peu évolué : peut-être ne sont-ils pas hypogés depuis un nombre de générations suffisamment élevé, car comme le souligne Stephen Jay Gould : « Les organismes ne sont pas une pâte à modeler que l'environnement façonne à son gré, ni des boules de billard sur le tapis vert de la sélection naturelle. La morphologie de ces organismes et le comportement qu'ils ont hérité du passé exercent une contrainte et freinent leur évolution : il leur est impossible d'acquérir rapidement de nouvelles caractéristiques optimales chaque fois que leur environnement se modifie ». Seules les bactéries, encore mal connues, semblent peut-être faire exception à cette règle et avoir un pouvoir adaptatif au-dessus de la moyenne des autres êtres vivants, puisqu'on constate une présence bactérienne importante dans les argiles des grottes.

#### Les troglobies

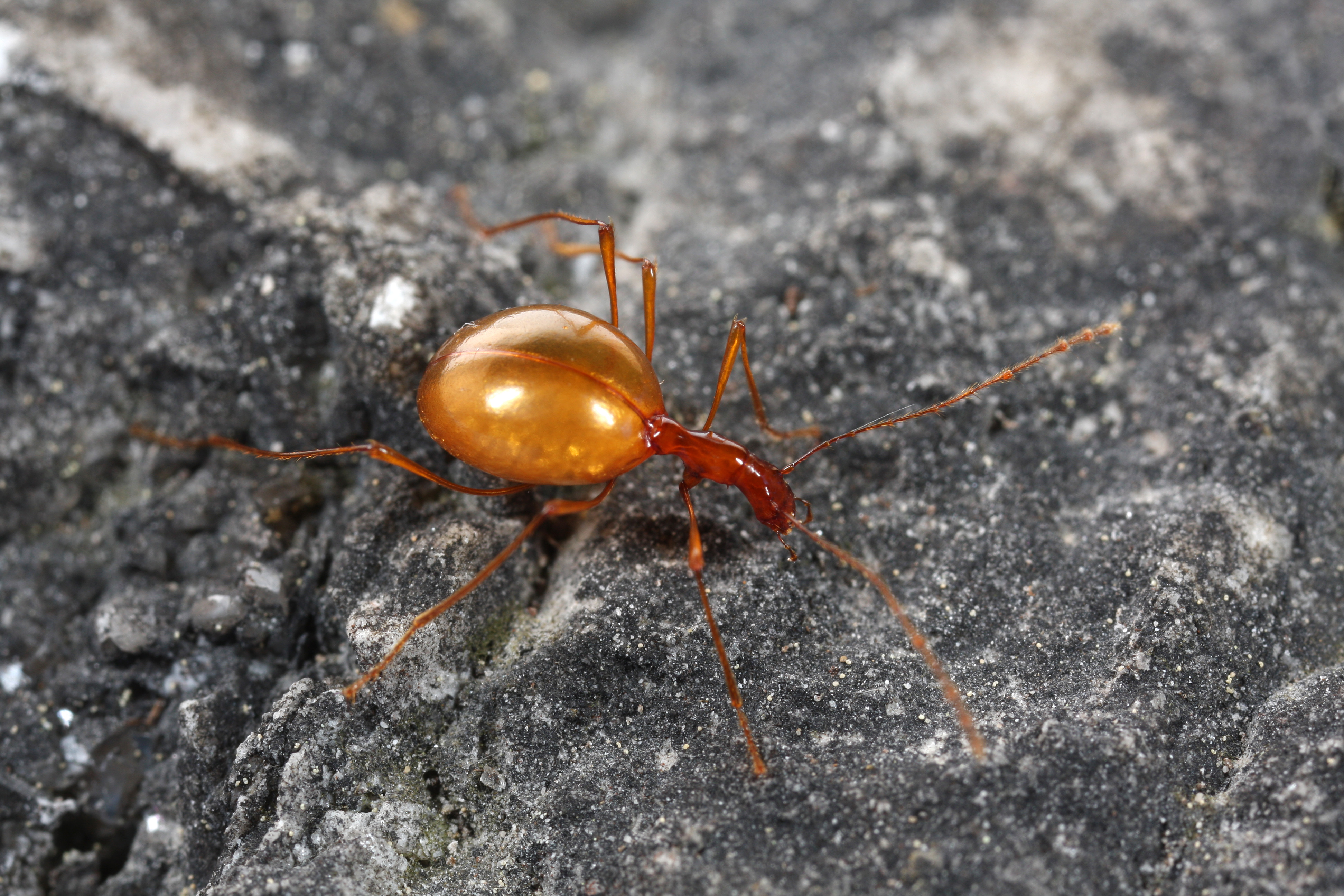
Leptodirus hochenwartii, un coléoptère troglobie des Alpes dinariques.

Ce sont les véritables cavernicoles qui ont surpris les premiers observateurs par leur aspect physique, différent de celui des animaux épigés. Bien que lointainement issus d'animaux de surface, ils s'en sont tellement éloignés depuis, physiologiquement et morphologiquement, qu'ils ne peuvent plus survivre longtemps à l'extérieur. Leur développement dépend totalement des grottes, avens, nappes phréatiques qu'ils peuplent et auxquels on dit qu'ils sont inféodés. Pour toutes ces raisons, ils forment de nouvelles espèces à part entière, cousines éloignées de celles qui vivent à l'extérieur. Il n'existe donc pas d'herbivores troglobies puisqu'il n'y a pas de végétation chlorophyllienne dans l'obscurité totale, pas d'oiseaux ni de mammifères (le guacharo et les chauves-souris sont des trogloxènes), quelques rares vertébrés (poissons, batraciens) et une foule immense d'invertébrés (insectes, crustacés, mollusques, vers, unicellulaires).
Les espèces hypogées troglobies véritables présentent, par rapport à leurs cousins épigés de la même famille, des traits distinctifs dont les plus fréquents et les plus connus sont les suivants :
- Vision : de nombreuses espèces ne présentent plus d'yeux (au moins à l'âge adulte), d'autres ont des yeux extrêmement réduits ou non apparents (cachés par de la peau). Cependant, anophtalme et aveugle sont deux choses différentes : certains cavernicoles sont aveugles bien que pourvus d'yeux. De plus, plusieurs animaux épigés sont aveugles (avec ou sans yeux). L'absence d'yeux n'est donc pas une règle immuable dans le monde souterrain des troglobies, mais tout au plus une tendance beaucoup plus fréquente que chez les espèces épigées ou troglophiles.
- Dépigmentation : les tissus animaux sont plus ou moins colorés et ces couleurs ont des origines diverses ; phénomènes optiques (reflets des plumes du paon), pigments colorés (parures de la peau des salamandres, teinte rouge de l'hémoglobine), mélanine (bronzage de l'Homo sapiens). Les biospéologues ont pu constater que de nombreuses espèces troglobies avaient le teint plutôt pâle ou étaient presque transparentes (niphargus, protée). D'autres pourtant ont encore des couleurs sombres (staphylins). Il semblerait que cette disposition à perdre certains pigments ne soit d'ailleurs pas toujours irréversible, chez le protée par exemple qui devient brunâtre quand il est exposé longtemps à la lumière artificielle. Chez d'autres espèces, l'exposition à la lumière solaire est mortelle (hypersensibilité aux UV) dans un délai allant de quelques secondes (planaires) ou quelques minutes (sphodrides) à quelques dizaines d'heures (niphargus).
- L'absence d'ailes (alors que la famille est ptérygote) : tous les hypogés troglobies dont les cousins épigés sont ailés sont dépourvus d'ailes complètes. Bien que leurs élytres soient encore présents, les ailes sont toujours atrophiées, il n'en reste souvent que des traces, des moignons. Encore une fois, ce caractère se rencontre aussi chez certaines espèces épigées (trechus qui vivent dans l'humus).
- Taille et forme du corps : bien qu'on ait, par le passé, souvent écrit que les troglobies voyaient leur taille augmenter (ainsi que celle de leurs antennes par exemple) par rapport à leurs cousins des mêmes groupes épigés, aucune règle générale ne semble ressortir de l'examen systématique des espèces du monde souterrain. Il semble simplement que l'évolution ait accentué certains caractères déjà présents sur les lignées animales épigées une fois qu'elles se sont retrouvées isolées sous terre. Les opilionidés cavernicoles ont par exemple des pattes encore plus longues que celles de leurs cousins. Si l'écrevisse cavernicole Cambarus tenebrosus est plus grosse que l'écrevisse des ruisseaux, les isopodes, eux, sont devenus minuscules.

L'idée selon laquelle les cavernicoles avaient vu leurs organes sensoriels augmenter en taille et en nombre pour compenser la perte de la vue, bien que séduisante pour certaines espèces, ne peut pas être généralisée.

## Vie et évolution des animaux cavernicoles

### D'où viennent-ils?
La totalité des animaux cavernicoles sont issus de lignées animales épigées dont ils ont lentement divergé. Dans le sud de la France, la majorité des cavernicoles aquatiques d'eau douce provient étrangement de formes marines.
Il y a 50 millions d'années, pendant l'ère tertiaire, la position de la région Languedoc-Roussillon se trouve plusieurs centaines de kilomètres plus au sud qu'aujourd'hui, et l'océan Atlantique, à l'ouest, est ridiculement étroit. Un énorme massif montagneux émerge vers le sud et s'étend progressivement de la péninsule ibérique jusqu'à l'actuelle Italie. Mais ni la Corse, ni la Sardaigne ne sont encore en place, tout juste commence-t-on à les deviner à l'ouest. Les calcaires jurassiques et crétacés, comprimés par cette poussée du sud-ouest vers le nord-est, se plissent, se fracturent et avec toutes ces fentes commence le lent processus de karstification. Le climat est plutôt chaud et humide, les précipitations sont fortes et la végétation luxuriante : une vaste forêt recouvre les régions de moyenne altitude, leur sol est fait d'une épaisse couche d'humus, fraîche, humide et obscure où grouillent les futurs cavernicoles ; dans les zones moins touffues, les petits ancêtres des chevaux broutent près du Palaeotherium qui ressemble à un tapir ;  les lophodions, castors et ratons-laveurs s'ébattent à proximité. Dans les lacs, parmi les poissons, on retrouve des limnées, des crocodiles et des tortues, et la mer chaude est peuplée d'énormes huîtres, d'oursins et de requins.
Il y a 25 millions d'années, un bassin d'effondrement s'est ouvert au sud, il a été envahi par la mer dont les limites se déplacent une nouvelle fois, la Corse et la Sardaigne se séparent en prenant leur emplacement actuel. Déjà, les eaux en retrait ont laissé derrière elles les ancêtres des Caecosphaeroma et des Monolistra (crustacés isopodes) qui commencent leur long apprentissage de la vie en eau douce dans cet immense réseau de fentes noyées d'un calcaire de plus en plus fracturé. Cette mer va finir par s'assécher (-14 Ma) et, lors de son retour vers -5 Ma, le climat s'est déjà un peu adouci. Les restes des grandes frondaisons tropicales voisinent avec des forêts de bouleaux, d'érables et de chênes. Après un grand brassage de plusieurs migrations animales venant du sud et de l'est, une partie de cette faune commence peut-être son enfouissement. De grands mammifères s'ébattent dans les plaines : rhinocéros, mastodontes (petits éléphants), antilopes, hyènes, lions et tigres à dents de sabre. Bientôt le climat va devenir sérieusement plus frais, puis de plus en plus rude sur l'ensemble du globe : pour de nombreuses espèces la fin est proche.
Au Pleistocène (-1,65 Ma), venu d'Afrique où il a commencé son développement depuis environ 10 Ma, l'homme, dernier-né des primates, est arrivé en Europe. En quelques millénaires, le climat est devenu très instable : trois longues périodes glaciaires vont alterner avec d'autres plus clémentes mais sèches. Les calottes polaires s'étendent, les glaciers alpins et pyrénéens avancent et le niveau général des mers baisse de plus de 100 mètres. Les calcaires sont toujours plus érodés car ils sont extrêmement sensibles à la cryoclastie qui les brise et élargit les diaclases. Sous la croûte de glace qui recouvre tout le nord de l'Europe, les formes animales, issues du climat tropical de l'ère tertiaire et de la fin du secondaire, sont irrémédiablement et définitivement éliminées. Dans ces régions, à l'écart des glaces polaires, la forêt a été remplacée par une steppe herbeuse parsemée de pins sylvestres souvent balayée par des vents froids et violents. Les petites bêtes frileuses n'ont aucune chance de survie à l'extérieur, seules les espèces nivicoles résistent dans les moraines au front des glaciers. Certaines espèces ont certainement migré, profitant de l'assèchement du détroit de Gibraltar. Celles qui ont réussi à s'enfouir et à survivre profitent d'un espace souterrain que la karstification en plein essor ne cesse d'étendre.

### Comment vivent-ils?
La nourriture ne manque généralement pas. Une partie provient de l’extérieur apportée par l’eau ou l’air : elle est composée de détritus et de débris divers de végétaux ou d’animaux. Une autre source importante de nourriture se situe dans les cavités elles-mêmes au sein d’une chaîne alimentaire complexe. Celle-ci pourrait se résumer ainsi :
Bactéries du sol → Protistes bactériophages (qui se nourrissent de bactéries) → Animaux se nourrissant du contenu organique du limon et d’argile (Oligochètes, Nématodes, Mollusques, larves de Protée, jeunes Niphargus) → Carnivores vrais qui consomment d’autres troglobies, ainsi que des troglophiles et des trogloxènes.
Entre deux repas, la vie des troglobies semble se dérouler au ralenti, par rapport aux formes voisines épigées. Des expériences ont démontré que c’est une caractéristique constante de la physiologie des troglobies : ils respirent lentement, consomment peu d’oxygène, pondent des œufs plus gros mais moins nombreux. Les larves de coléoptères muent moins souvent et restent peu à l’air libre avant de s’isoler dans l’argile de longs mois. Certaines ne se nourrissent même pas avant de se transformer en adultes. Par contre les myriapodes passent, eux, par un nombre de stades larvaires plus élevés. Quoi qu’il en soit, dans tous les cas, l’allongement de la durée du stade larvaire aboutira à une longévité totale larve / adulte plus grande que celle des espèces vivant à l’extérieur.

### Quelle évolution?
A. Vandel a très bien exprimé la difficulté d'interpréter l'évolution des cavernicoles en écrivant : « L'idée d'adaptation est devenue à un tel point obsédante que l'on a pu écrire que la dépigmentation et l'anophtalmie représentaient des adaptations à la vie cavernicole. Autant dire que le catarrhe, les rhumatismes et la presbytie sont des adaptations à la vieillesse. » Cependant, les biospéologues ne sont pas pour autant créationnistes ni en désaccord avec le darwinisme.
Certes, dans les grottes, il peut y avoir concurrence pour la nourriture, mais l'évolution est généralement la conséquence d'une pression sélective du milieu. Dans les grottes, les conditions atmosphériques sont stables, les gros prédateurs inexistants, la densité de population faible. Ce milieu pardonne donc beaucoup d'« erreurs », et de nombreuses dégénérescences, qui à l'extérieur seraient fatales, peuvent persister. Des caractères morphologiques encore instables chez certaines espèces, mais soutenus par les conditions du milieu extérieur, vont par exemple disparaître. L'absence d'une réelle adaptation au milieu souterrain ne signifie donc pas qu'il n'y a pas d'évolution. Cette évolution dite « régressive » ressemble plutôt à un cul-de-sac évolutif, aux causes multiples : préadaptation épigée suivie de l'isolement dans un milieu peu sélectif depuis de nombreuses générations : cette conception est appelée « organicisme » (A. Vandel, 1964).

### Qu’est-ce que la préadaptation?
La théorie de la préadaptation a été établie par Lucien Cuénot entre 1901 et 1909 à la suite de travaux sur la faune cavernicole lorraine.
Dans la population animale, une espèce possède des centaines de gènes qui codent des milliers de protéines, et le tout s'exprime sous forme d'une quantité encore plus grande de caractères physiques, physiologiques ou comportementaux distincts.
La variation de certains de ces gènes n'a pas forcément d'intérêt adaptatif particulier pour la vie épigée : on dit qu'elle est neutre. Mais parmi ce patrimoine génétique « neutre », certains gènes peuvent apporter un avantage adaptatif pour le milieu hypogé : cet avantage se révélera comme une prédisposition quand, par hasard, l'espèce animale qui porte ce caractère sera emportée sous terre et réussira mieux qu'une autre à s'y adapter.

## Un exemple de recherches biospéologiques

### La faune souterraine dans l'Ouest de l'Hérault (Occitanie, Biterrois)
Le Biterrois, région naturelle située à l'ouest du département de l'Hérault, autour de la ville de Béziers, inclut un prolongement oriental du bloc de la Montagne noire groupant des terrains primaires se distribuant, de façon à peu près symétrique, autour de l’axe cristallin Caroux-Espinouse-Sommail. Leur versant méridional ou Avant-Monts présente une structure complexe aux points de vue stratigraphique et tectonique et comporte 5 zones d'après Gèze,1953, et Gonord, 1963) situées en vue de Béziers, et abrite quelque 500 cavités artificielles (mines) ou naturelles, avens et grottes, certaines de ces dernières )uniques, sur le plan mondial par leur concrétionnement. Des recherches biospéologiques étalées sur plus de 40 ans,,,,,,,,,,, initiées par A.Lopez, avec la collaboration essentielle de F. Marcou qui les poursuit encore à ce jour (2021) y ont permis la découverte d’une faune souterraine abondante et diversifiée (lien externe) dont la plupart des espèces font partie de l' "association pariétale" au sens de Jeannel (1926) ou "faune pariétale" définie par Bitsch (1959). Son intérêt  a d'ailleurs suscité le choix de Béziers pour le IIe Colloque international de Biospéologie (7-11 septembre 1982) Organisateurs : laboratoire souterrain du CNRS (09 Moulis), dir.C.Juberthie; Municipalité et Muséum de la ville ;Société d' Etude des Sciences naturelles de Béziers avec A. Lopez, président et hôte.

### Ses espèces les plus marquantes

#### Troglobies
Neobisium boui (Pseudoscorpions) (Fig.1), Trachysphaera lobata (Diplopodes : Glomeridae) (Fig.), Niphargus dont N. virei et Niphargus rhenorhodanensis (Amphipodes) (Fig.3), Plusiocampa balsani (Campodeidae), Duvalius simoni simoni  cavernicole "emblématique" de la région (Fig.4) et Anilus minervae (Coléoptères Trechinae).

#### Troglophiles déterminants
Leptoneta infuscata minos ( Araignées Leptonetidae) (Fig.5),Robertus mazaurici (Araignées Theridiidae)(Fig.10), Meta menardi (Metinae), Sabacon paradoxum (Opiliones) (Fig.6), Nanogona (Polymicrodon) polydesmoides (Diplopodes)(Fig.7), Pyrois effusa (Lépidoptères, Noctuidae), qui s'accouple régulièrement sous terre pour une longue durée (Fig.8).
Les dernières découvertes en date sont celles d'une Planaire, Microplana terrestris (Fig.10)(Marcou, 2016), qui, comme Sabacon, a pu se réfugier dans le milieu souterrain à partir d'un habitat forestier initial et d'un Opilion Dicranolasma (Dicranolosmatidae)(Marcou, à publier).

#### Cas particulier
C'est celui d'une espèce transplantée par Lopez et Marcou (1980) , l'Orthoptère Rhaphidophoride Dolichopoda linderi, depuis le massif du Canigou (Pyrénées orientales) , jusque dans une grotte du Minervois où il a fait souche en population prospère suivie sur 40 ans.
Études anatomiques spécialisées
Quelques espèces, Leptoneta, Lepthyphantes sanctivincentii, Meta bourneti et menardi, Sabacon paradoxum et Trachysphaera ont donné lieu à des recherches effectuées  en histologie et au microscope électronique, dans ce dernier cas au Laboratoire souterrain du CNRS (Moulis, Ariège) avec Lysiane et Christian Juberthie.
▶Chez Leptoneta et Leptyphantes, étude du tube séminifère de L.microphthalma et découverte dans les deux genres d'un dimorphisme sexuel des glandes gnathocoxales dites «salivaires»,,
▶Chez Leptyphantes, étude de diverses glandes tégumentaires,
▶Chez les Meta, mise en évidence d'autres glandes tégumentaires et de l’organe d'équilibration des Araignées sensu lato,
▶Chez  Sabacon première étude microscopique de  la glande dorso-chélicérienne du mâle, mise en évidence de la nature sensorielle (sensilles thermorécepteurs), de ses deux « épines » médio-dorsales et découverte  d'un équipement adéno-sensoriel des poils tomenteux pédipalpaires,,
▶Chez Trachysphaera, étude de glandes épidermiques exocrines dont la sécrétion, riche en mucosubstances  et sels minéraux (calcium) peut être protecteurs, recouvre les tergites ainsi que des poils sensoriels (sensilles mécanorécepteurs), formant avec ces derniers les « tubercules bâtonifères ».
A noter qu'en marge de ces recherches loco-régionales, des prospections biospéologiques suivies de recherches anatomiques ont été effectuées dans d'autres départements d' Occitanie: Aveyron,Lozère (araignée Meta menardi et Opilion Sabacon paradoxum),Pyrénées orientales, massif du Canigou (araignée Telema tenella ,à l'honneur pendant le Colloque,,, surtout remarquable par ses spermatophores,, ). Deux départements d'Outre-Mer ont fait également l'objet des premières prospections biospéologiques (Juberthie et Lopez) :Guyane (grotte Fourgassié: araignée Ochyrocera caeruleoamethystina nsp.; aven: Plato juberthiei n.sp), Guadeloupe, (Grande Terre,grotte Ste-Marguerite: araignée Wendilgarda mustelina arnouxi nsp.).

#### Ouvrages généraux sur l'évolution

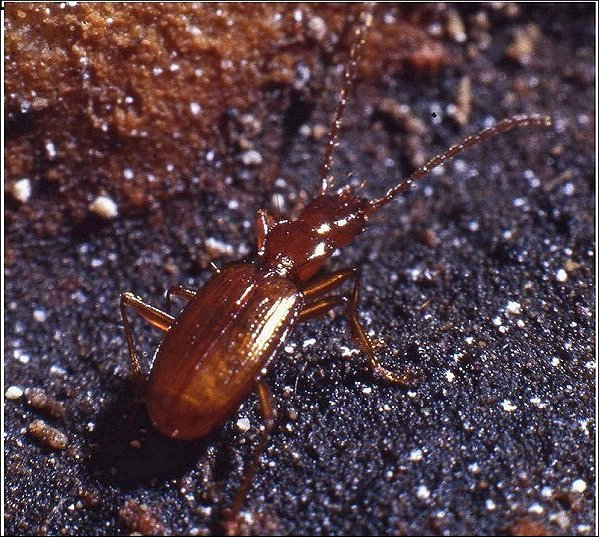
Fig.4 - Duvalius simoni simoni. Grotte de Bonnefont, ouest de l'Hérault. Obsv.F.Marcou

- Darwin, Ch. (1859) - On the Origin of Species, Londres, John Murray (première édition française : De l'origine des espèces par le moyen de la sélection naturelle traduction J-J. Moulinie, Reinwald et Cie, Paris, 1873)
- Gould, St. J. (1991) La vie est belle. Les surprises de l'évolution, Seuil, Paris
- Lecointre, G. et Le Guyader, H. (2001) - Classification phylogénétique du vivant, Belin, Paris
- Tort, P. (dir.) (1996) - Dictionnaire du Darwinisme et de l'évolution, PUF, Paris

#### Ouvrages sur les insectes

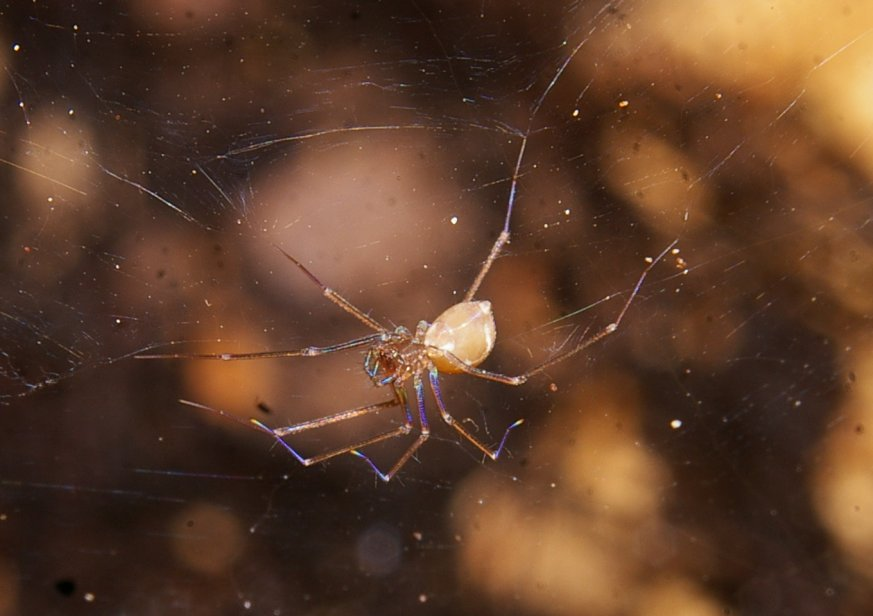
Fig.5 - Leptoneta infuscata minos, femelle.Aven du Rascle, ouest de l' Hérault. Obsv.F.Marcou

- Chinery, M. (1998) - Insectes de France et d'Europe occidentales, Arthaud
- Nel, A. (2002) - Les insectes : un succès de l'évolution, coll. Pour la Science no 293

#### Ouvrages sur les animaux cavernicoles
- Collignon, B. (1988) - Spéléologie, approches scientifiques, Edisud
- Darne, F. (1997) - Approche de la biospéologie, coll. Dossier d'instruction EFS no 116, 1re édition, FFS, Paris
- Delamare-Debouteville, C. (1971) - La vie dans les grottes, P.U.F., Fig.6 - Sabacon paradoxum. Grotte ouest de l'Hérault. Obsv.F.Marcou  coll. Que sais-je ?

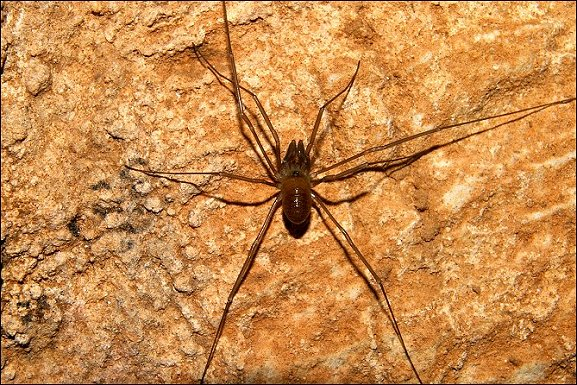
Fig.6 - Sabacon paradoxum. Grotte ouest de l'Hérault. Obsv.F.Marcou

- Fauré, J. et  Marcou, Fr. (2016) - « La grotte du ruisseau de Ribec et sa faune », « Bulletin de la Société d'études des sciences naturelles de Béziers, nlle série tome XXVIII  vol. 69 », sur SESNB, Béziers (consulté le 17 janvier 2021), Société d'études des sciences naturelles de Béziers, Béziers, p. 40-44
- Gèze, B. (1965) - La spéléologie scientifique, Seuil, Paris, p. 137-167
- Ginet, R. et Decou, V. (1977) - Initiation à la biologie et à l'écologie souterraines, Éditions universitaires Delarge, Paris
- Jeannel, R. (1926) - Faune cavernicole de la France, Lechevalier, Paris
- Jeannel, R. (1943) - Les fossiles vivants des cavernes, Gallimard, Paris
- Martel, É.-A. (1908) - L'évolution souterraine, Flammarion, Paris, p. 242-289 (il est intéressant de comparer la position très lamarckienne de Martel et son acceptation de l'hérédité des caractères acquis, avec les positions modernes et bien plus darwiniennes de ses successeurs.)Fig.7 - Polymicrodon polydesmoides. Grotte de Ribec, ouest de l' Hérault. Obsv.F.marcou

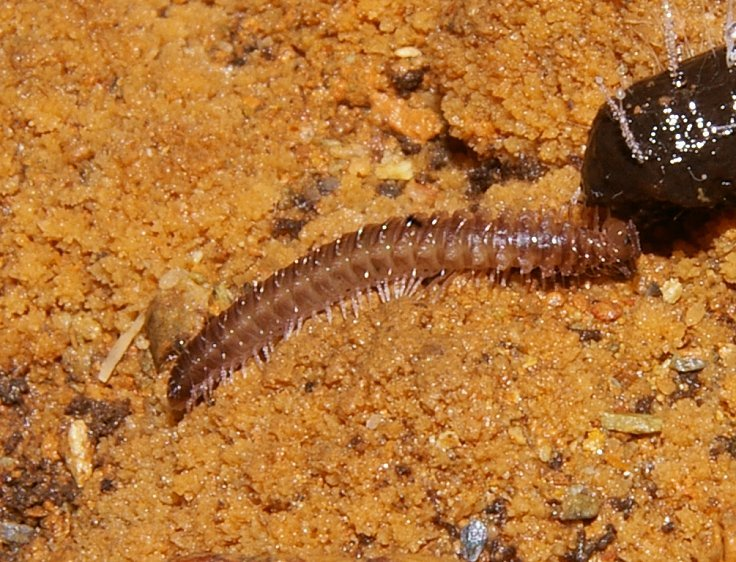
Fig.7 - Polymicrodon polydesmoides. Grotte de Ribec, ouest de l' Hérault. Obsv.F.marcou

- Racovitza, É.-G. (1907) - Essai sur les problèmes biospéologiques, Biospéologica I
- Siffre, M. (1979) - Les animaux des gouffres et des cavernes, Hachette
- Siffre, M. (1999) - La France des grottes et des cavernes, éd. Privat, p. 136-153
- Thines, G. et Tercafs, R. (1972) - Atlas de la Vie souterraine : les animaux cavernicoles, Boubée (Paris) et De Visscher (Bruxelles)
- Vandel, A. (1964) - Biospéologie : la biologie des animaux cavernicoles, Gauthier-Villars, Paris, Fig.8 - Accouplement de Pyrois effusa. Grotte de l'Ascension, Ouest de l'Hérault. Obsv.F.Marcou

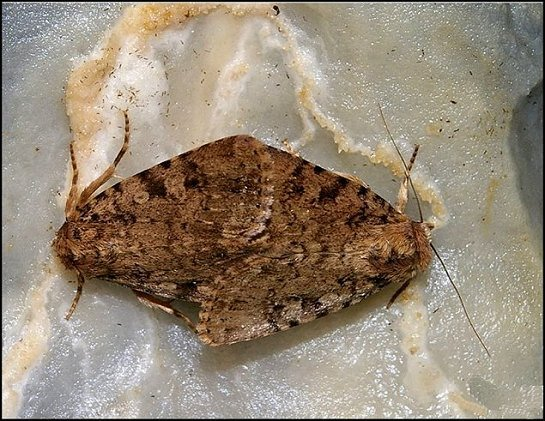
Fig.8 - Accouplement de Pyrois effusa. Grotte de l'Ascension, Ouest de l'Hérault. Obsv.F.Marcou

- Viré, A. (1900) - La faune souterraine de France, Paris
- (fr + en) Écologie et biogéographie de la Faune souterraine. Communications libres. Colloque de la Société de Biospéologie. Béziers -7-11 Septembre 1982. Avec le Concours du CNRS. Mémoires de Biospéologie, tome X,, Juberthie, Chr. Moulis, 09200 St.Girons, 1983, 455 p.

#### Ouvrages biographiques
- Tort, P. (1999) - Charles Darwin
- Groupe Franco-hellénique de Recherches Biologiques (Toulouse) et Nature et Homme (Athènes) (2002) - Albert Vandel (1894-980), édité par la Société d'histoire  naturelle de Toulouse, Université Paul Sabatier, Toulouse
- Henri-Pierre Aberlenc, Philippe Leclerc et Olivier Peyronel, « La biospéléologie en Ardèche : dans cahier consacré à Spéléologie et monde souterrain en Ardèche », Cahier de Mémoire d'Ardèche et Temps Présent, no 160,‎ 15 décembre 2023

#### Publications périodiques scientifiques

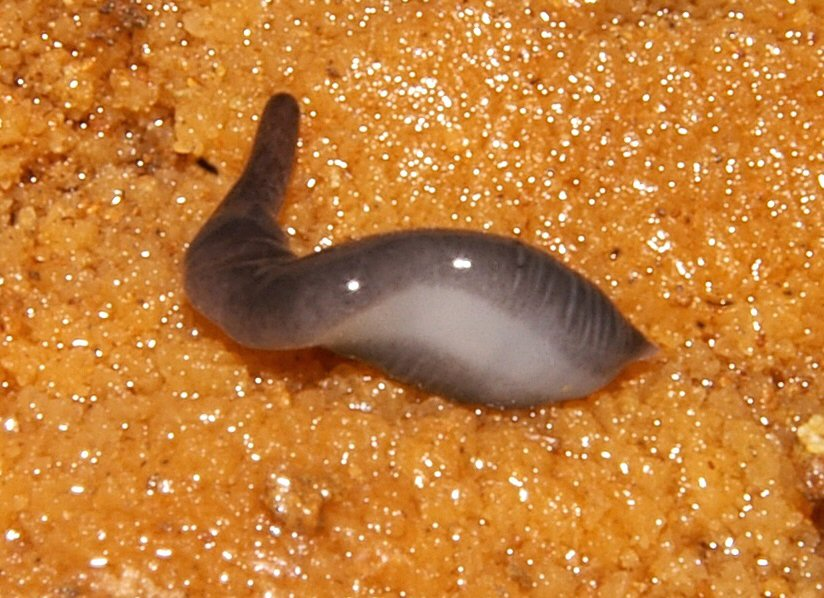
Fig.9 - Microplana terrestris. Grotte de Ribec, ouest de l' Hérault. Obsv.F.Marcou

- « Biospéologica », sur commission Documentation de la FFS (consulté le 14 novembre 2021) : publication de 1907 à 1955 : plus de cent volumes édités par les « Archives de zoologie expérimentale et générale »
- Mémoires de biospéologie : 30 bulletins annuels parus à ce jour (disponibles auprès de la Société internationale de biospéologie (SIBIOS) 09200 Moulis/Saint-Girons, France ou de Spelunca Librairie - FFS)
- Encyclopædia Biospeologica : trois volumes (1994, 1998, 2001) édités depuis 1997 par la Société internationale de biospéologie (SIBIOS) 09200 Moulis/Saint-Girons, France
- Écologie et biogéographie de la faune souterraine. Colloque de la Société internationale de biospéologie, Béziers, 7-11 Septembre 1982, avec le concours du CNRS :  Ed. C. Juberthie, Moulis, 09200 Saint-Girons, Mémoires de Biospéologie, X, 455 pp.

### Vidéographie
- Quelques crustacés des eaux souterraines - Isopodes - Amphipodes, film documentaire de  31 min réalisé par Roger Husson en 1958
- Faune cavernicole, film documentaire de 23 min réalisé par Albert Vandel en 1959
- La communauté des cavernes, film documentaire réalisé par T. Barr, R. Buchsbaum et C. Krekeler en 1960
- Les Trichoptères cavernicoles - Cycle biologique, film documentaire de 8 min réalisé par Philippe Bouvet en 1971
- Vie souterraine dans le karst, film documentaire de 31 min réalisé par Jean Glenat en 1972, sous la direction scientifique de C. Delamarre-Boutteville et Chr. Juberthie. 1er prix au Festival international de films spéléologiques d'Olomone en 1973, prix à la VIIIe Semaine internationale de cinéma scientifique et technique de Barcelone en 1975
- Niphargus, animal cavernicole, film documentaire de 19 min réalisé par Philippe Bouvet en 1973, sous la direction scientifique de Marie-Josée Turquin, par SFRS / Université Claude Bernard (Lyon I), 03/01/1973. 1er prix au Festival international de spéléologie de La-Chapelle-en-Vercors en 1977

### Articles connexes

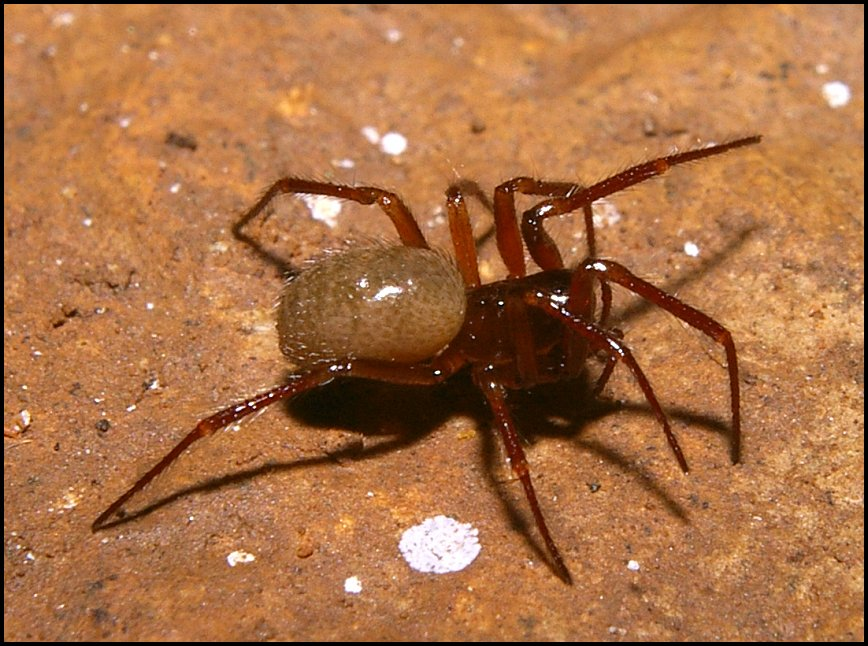
Fig.10 - Robertus mazaurici en vue latérale droite. Grotte ouest de l' Hérault. Obsv.Marcou